# Neomyia fumipennis
Neomyia fumipennis är en tvåvingeart som först beskrevs av Walker 1865.  Neomyia fumipennis ingår i släktet Neomyia och familjen husflugor. Inga underarter finns listade i Catalogue of Life.